# Qatna
Koordinaten: 34° 50′ 6″ N, 36° 51′ 57″ O
Qatna (akkadisch URUQa-ṭà-na, URUQàṭ-aṭ-na) war die Hauptstadt eines Stadtkönigreiches in Syrien. Sie befand sich auf dem etwa einen Quadratkilometer großen Tell Mischrife in Westsyrien, ca. 18 km nordöstlich von Homs und ca. 180 km nordöstlich der syrischen Hauptstadt Damaskus, auf dem Gebiet der Stadt Muschrifa. Qatna war im 2. Jahrtausend vor Christus eine bedeutende Handelsmetropole; sie kontrollierte die wichtigsten Handelswege der Umgebung, vor allem zwischen Ägypten und Mesopotamien sowie vermutlich dem Hethiterreich. Qatna wurde 1340 v. Chr. von den Hethitern zerstört. In der Eisenzeit lag hier eine kleinere Siedlung, die bis in byzantinische Zeit Bestand hatte.

## Geschichte

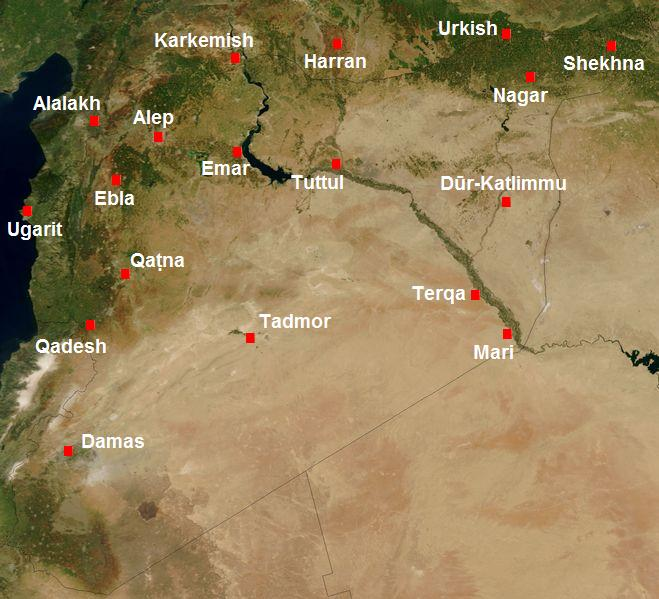
Syrien im 2. Jahrtausend v. Chr.

Die Stadt ist vielleicht mit dem Ga-da-nu/niKi der Mari-Texte identisch. Das Herrscherhaus war vermutlich amurritisch. Am Ende des dritten Jahrtausends v. Chr. gab es an der Stelle der Stadt nur eine unbefestigte bronzezeitliche Siedlung. Im Norden des heutigen Syrien befanden sich bereits die Stadtzentren Ebla und Emar. In der zweiten Hälfte des 18. Jahrhunderts v. Chr. bildete diese nördliche Gegend den Staat Jamchad mit der Hauptstadt Aleppo. Im Osten befand sich der Stadtstaat Mari. Um Qatna, Palmyra und Byblos entstand im Süden des heutigen Syrien ein weiterer wichtiger Staat. Dabei befand sich Mari unter dem Einfluss Schamschiadads des Altassyrischen Reiches, und mit Aleppo war Qatna dauerhaft verfeindet. Ein Feldzug, den Qatna gemeinsam mit Schamschiadad von Assur durchführte, scheiterte. Zum Zeichen des Bündnisses ließ der Assyrerkönig seinen Kronprinzen Išme-Dagan I. von Ekallatum mit einer Prinzessin aus Qatna verheiraten.
Die erste Erwähnung in ägyptischen Quellen stammt aus dem 33. Regierungsjahr von Thutmosis III. (um 1446 v. Chr.). In dieser Zeit war Qatna nur noch eines von mehreren Kleinkönigreichen unter dem Einfluss Mittanis. Während der hethitischen Eroberungen um 1340 v. Chr. ging Qatna zugrunde, möglicherweise auch als Opfer eines Kleinkrieges zwischen den Vasallenstaaten, und der Königspalast wurde niedergebrannt. Unter Assur-nasirpal I. (nach 1050 v. Chr.) war Qaṭna Teil von Nuḫašše. Sprachlich macht sich ein zunehmend hurritischer Einfluss bemerkbar. In neu-assyrischer Zeit (nach 911 v. Chr.) gehörte die Siedlung zum Gebiet von Hamath.

## Forschungsgeschichte
Der Siedlungshügel ist über 100 Hektar groß und beinhaltet die Reste einer größeren bronzezeitlichen Stadt aus der Mitte bis Ende des 3. Jahrtausends v. Chr. Die ersten Ausgrabungen in den 1920er Jahren fanden unter Leitung von Robert du Mesnil du Buisson statt. Sie erbrachten nur wenige Funde aus der Bronzezeit. In einem Schachtgrab wurden neben 40 Skeletten auch Kupfer- und Bronzewaffen und in großer Menge Tonwaren gefunden. Die Stadt war zur Befestigung von einem Erdwall mit Torbauten im Osten und Westen umgeben. Zu den Funden gehören die Reste einer ägyptischen Sphinx aus der Mittleren Bronzezeit (um 1900 v. Chr.), die Prinzessin Ita, einer Tochter von Amenemhet II., gewidmet war. Bei den damaligen Grabungen wurde ferner ein Palast aus dem 14. Jahrhundert v. Chr. entdeckt.
Ein Archäologenteam der Eberhard Karls Universität Tübingen führte unter Leitung von Peter Pfälzner von 1999 bis 2011 Grabungen in Mischrife durch. Die Ausgrabungen wurden im Rahmen einer internationalen Kooperation mit der Universität Udine/Italien, unter der Leitung von Daniele Morandi Bonacossi, und des syrischen Antikendienstes, unter der Leitung von Michel al-Maqdissi, durchgeführt. Das Team konzentrierte seine Arbeiten auf den Palast im Zentrum der Stadt. 2002 entdeckten die Wissenschaftler die unversehrte Grabanlage der Könige. Auch das Tontafelarchiv von Qatna, von unschätzbarem Wert, wurde gefunden. Am 21. September 2009 wurde der Presse bekanntgegeben, dass die Tübinger Forscher am 8. August 2009 eine 3500 Jahre alte Grabkammer entdeckt hatten, die nicht von Grabräubern geplündert worden war. Eine zweite Gruft wurde unter dem Königspalast von Qatna gefunden.
Die Archäologen der Universität Tübingen sagten 2011 wegen der politischen Unruhen die geplante Fortsetzung ihrer Ausgrabungen ab. In einer Mitteilung heißt es, dass der Grund dafür die unklare Situation in diesem unruhigen Land im Nahen Osten sei. Auch der geplante Bau eines Grabungshauses konnte nicht realisiert werden. Eigentlich sollte die seit Jahren laufende Kampagne in der antiken Stadt Qatna fortgesetzt werden.
Eine Bestandsaufnahme durch den syrischen Wächter vor Ort im September 2014 machte die dringende Notwendigkeit von Konservierungsmaßnahmen zum Erhalt des Gebäudes in den noch nicht restaurierten Bereichen deutlich. Die Notsicherungsmaßnahmen wurden unter Förderung des Auswärtigen Amtes im Oktober 2014 von syrischen Mitarbeitern vor Ort durchgeführt.

## Befunde

### Stadt

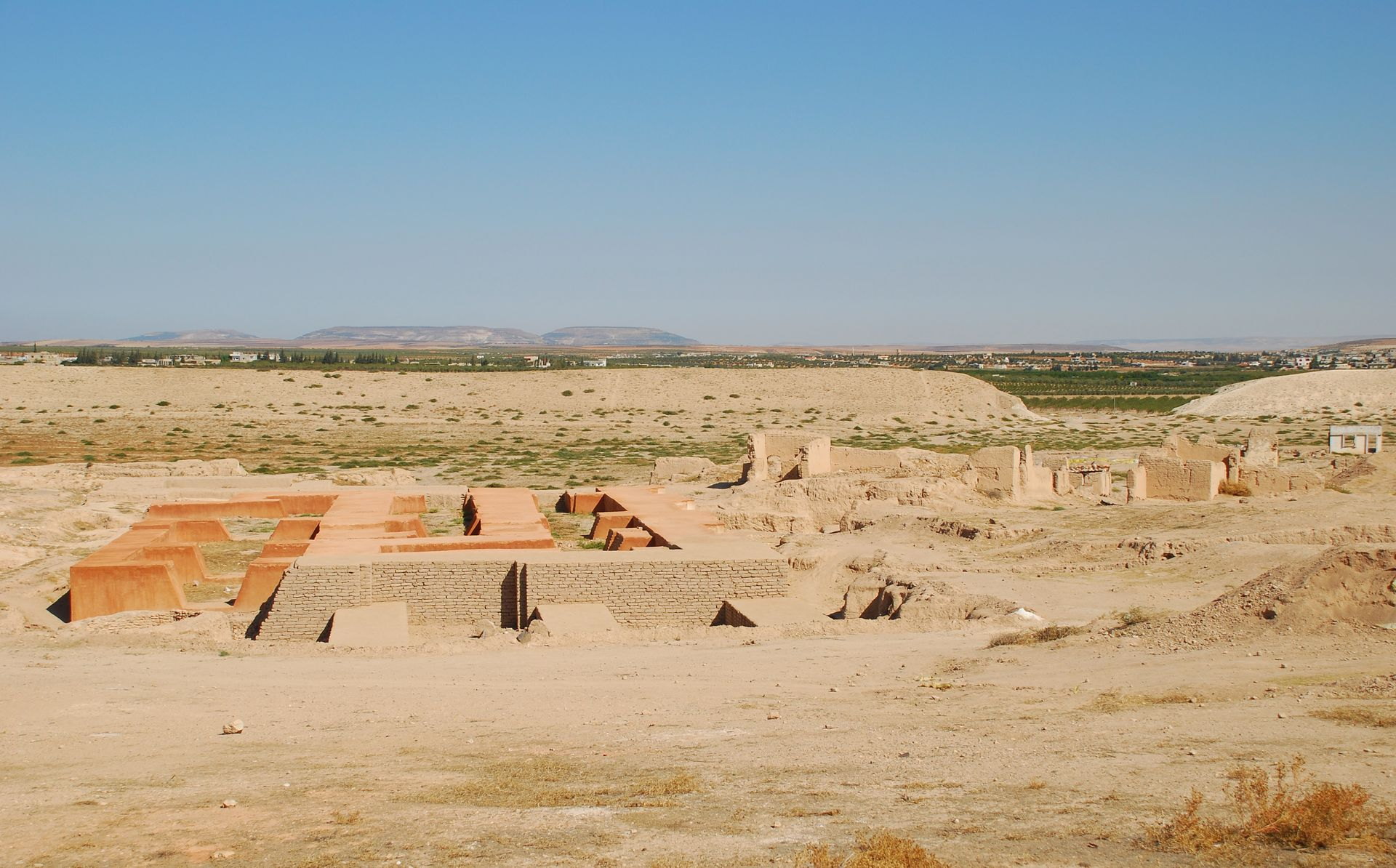
Restaurierte Grundmauern eines kleinen Palastes Richtung Norden; im Hintergrund der äußere Verteidigungswall, in der Bresche befand sich das nördliche Stadttor

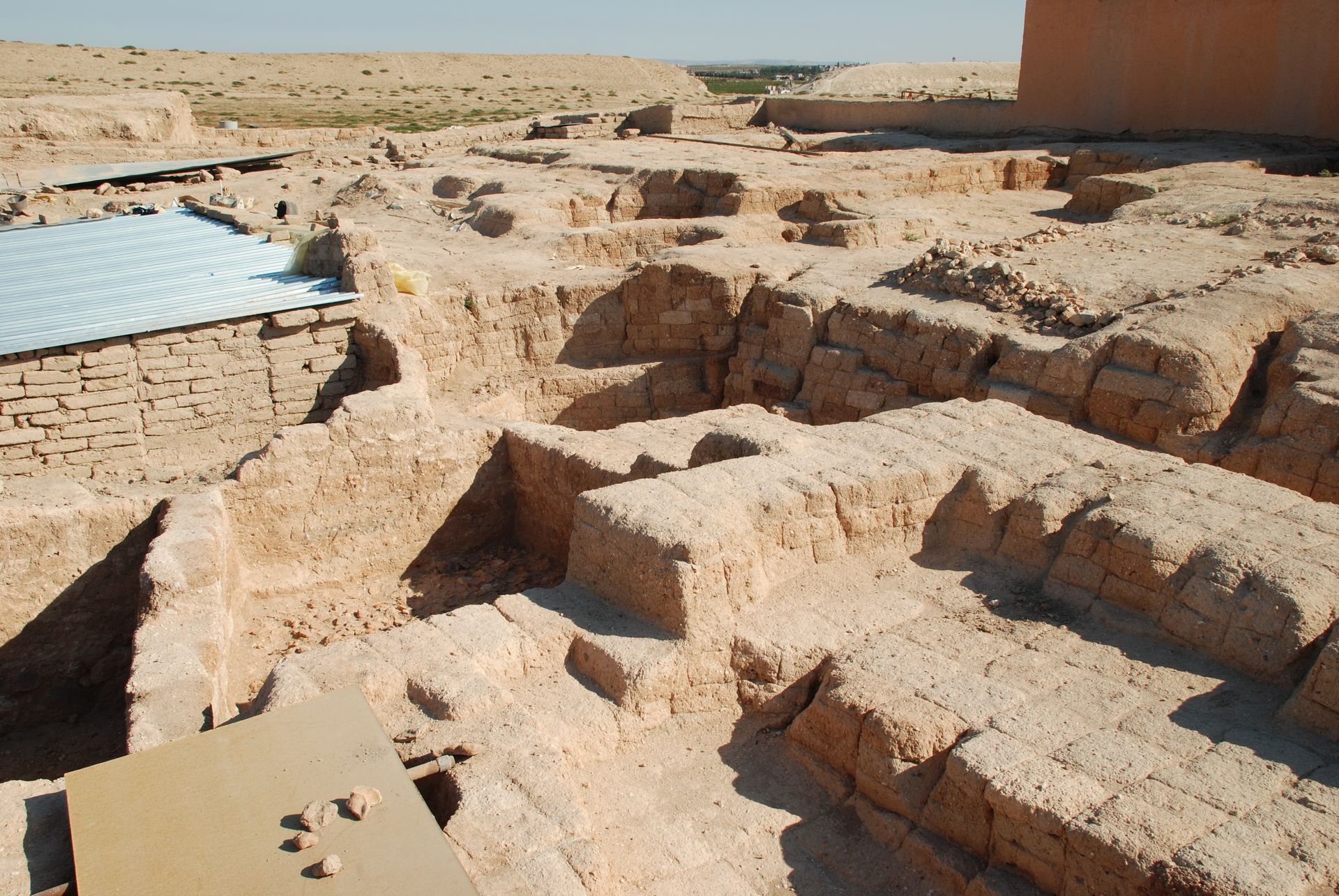
Ausgrabungsgelände südwestlich der Zeremonialhalle (Halle A, deren restaurierte Außenwand rechts hinten) am Ende der Saison 2009

Das quadratische Areal von ca. 110 ha war von Umfassungsmauern mit Seitenlängen von 1000 Metern umgeben, die noch in einer Höhe von 15–20 m stehengeblieben waren. In der Mitte jeder Seite stand einst ein Stadttor.

### Palast
Der Palast wurde zu Beginn des 2. Jahrtausends vor Christus errichtet und hat rund 18.000 Quadratmeter Grundfläche. Damit gehört er zu den größten seiner Zeit im Alten Orient. Eine zentrale Halle mit nahezu 1296 m², deren Dach auf vier Säulen ruhte, beeindruckt ebenso wie der Thronsaal mit einer Länge von 40 Metern, was ihn zum ausgedehntesten Raum seiner Art in der vorderasiatischen Bronzezeit macht, sowie ein Zeremoniensaal. Die Räumlichkeiten wurden bei der Eroberung durch die Hethiter gebrandschatzt, was jedoch zu ihrer außergewöhnlich guten Erhaltung beitrug. In einem Seitenraum wurden gut erhaltene Fresken gefunden, die etwas an minoische Wandmalerei erinnern, woraus die Archäologen eine kulturelle Verbindung zur Ägäis ableiten.
Der Westflügel des Palastes wurde 2008 freigelegt und war ungewöhnlich gut erhalten. Vom ursprünglich dreistöckigen Bauwerk stehen noch die Lehmziegelmauern der unteren beiden Stockwerke mit einer Höhe bis zu 5,30 Metern. Damit ist dieses Gebäude das erste mehrstöckige Bauwerk Vorderasiens, das bisher entdeckt wurde. Vier Türen mit Bögen aus Lehmziegeln sind in einer Fluchtlinie angeordnet. Im Vorderen Orient gehören sie zu den am besten erhaltenen Bogenkonstruktionen aus der Bronzezeit.
Im Brunnen des Palastes haben sich durch die Feuchtlagerung größere Mengen an Holz erhalten. Die Deckenbalken und Holzdielen, die bei der Zerstörung des Palastes 1340 v. Chr. in den Brunnen fielen, zeigen die präzise Zimmermannstechnik der damaligen Zeit.

### Gruft
Eine mehrräumige Gruft war von bis zu 20 m hohen Verteidigungswällen umgeben. Die Gruft lag am Ende eines 40 m langen unterirdischen Korridors, der vom Zeremonialsaal in die Tiefe zu einer nicht ausgeraubten Königsgruft mit Vorraum und mehreren Grabkammern führte. Im Korridor selbst befand sich eine gut gesicherte Tür. Die hölzernen Türrahmen waren zusammen mit den Dachbalken verbrannt und auf den Boden gestürzt. Den Korridor bewachten zwei steinerne Skulpturen, wahrscheinlich Ahnenstandbilder in königlicher Tracht, vor denen noch Reste von Opfergaben lagen. Die Grabkammer selbst beinhaltete knapp 2000 Artefakte der königlichen Grabausstattung: Waffen, Kleiderbesatz, Möbelverzierungen, Goldschmuck, Schmuck aus Steinen, Gefäße unterschiedlichsten Materials, zum Beispiel Bernstein, Rollsiegel und andere Kleinodien.
Die 2009 neuentdeckte Grabkammer, von den Archäologen Gruft VII genannt, befand sich unter dem Nordwestflügel des Palastes. Es handelt sich dabei um eine Felskammer, die mit dem in Ziegelbauweise errichteten Kellergeschoss verbunden war. Sie enthielt ägyptische Funde, vor allem Gabbro- und Alabastergefäße, die 1000 Jahre älter sind, aber wohl erst später in die Levante verbracht wurden. Außerdem fanden sich Knochen von mindestens 30 Personen, Grabbeigaben von hohem Wert, Goldbleche, Schmuck, Keramik sowie figürliche Darstellungen. Die Bedeutung dieser viel kleineren Gruft wird noch diskutiert; möglicherweise handelt es sich um Umbettungen aus der größeren Königsgruft.

## Funde

### Tontafeln
Bei den Ausgrabungen der Universität Tübingen wurden in Tell Mischrife unter anderem 73 Keilschrifttafeln im unterirdischen Korridor des Palastes entdeckt, der vom Thronsaal abzweigt. Sie sind wohl bei der Zerstörung des Palastes aus einem höheren Stockwerk hinabgestürzt. Die Archäologen mussten sich durch mehrere Lagen verbrannten Holzes durcharbeiten, bis sie inmitten des Schutts die Keilschrifttafeln fanden.
Diese müssen zum Archiv des Königs Idanda gehört haben. Er herrschte um 1400 v. Chr. über die Stadt und das Reich Qatna. Bisher war über ihn fast nichts bekannt. Die Tafeln stellen die Korrespondenz des Königs dar und berichten über die politische und wirtschaftliche Situation Syriens zu dieser Zeit. Sie stellen die ersten in Syrien gefundenen Keilschrifttafeln dar, die über die politischen Vorgänge jener Zeit Auskunft geben. Durch die Tafeln gelangte man zu der Erkenntnis, dass die Könige von Qatna, wie andere Herrscher ihrer Zeit, über einen Nachrichtendienst verfügten, durch den sie über aktuelle politische Ereignisse und Entwicklungen unterrichtet wurden.
Das syrische Gebiet lag damals im politischen Spannungsfeld zwischen Ägypten, Mesopotamien und dem Hethiterreich Kleinasiens. Die Großreiche versuchten, die Kleinstaaten in diesem Gebiet zu erobern, was ihnen aber nie vollständig gelang. Wechselnde Bündnisse und Eroberungen verschoben die Machtverhältnisse im zweiten Jahrtausend v. Chr. ständig. Dabei ergänzen die Berichte der Keilschrifttafeln jene aus Mari und Tell el-Amarna.
Das königliche Archiv enthielt außer den königlichen Briefen auch Verwaltungsdokumente wie Inventarlisten und Rechtsurkunden Es gibt einen Einblick in das Leben und Handeln in einem königlichen Palast der Bronzezeit in Syrien.
Die Texte sind in einer Mischung aus Akkadisch und Hurritisch verfasst; diese Sprachen dürften auch die Kultur des Hofes von Qatna gekennzeichnet haben.

### Elefantenknochen
In zwei Räumen des Königspalastes wurden Knochen von Elefanten aufgefunden, die in den Sümpfen des Orontestals westlich von Qatna gelebt haben müssen. Dabei soll es sich um eine heute ausgerottete Unterart des Asiatischen Elefanten, den Syrischen Elefanten (Elephas maximus asurus), gehandelt haben. Darauf beziehen sich auch Berichte der ägyptischen Pharaonen Thutmosis I. und Thutmosis III. über Elefantenjagden im Bereich des heutigen Westsyrien. Mit den Knochenfunden kann die Jagd auf Elefanten erstmals auch für die Könige von Qatna belegt werden.

## Herrscher
- Išḫi-Addu
- Amut-piʾel
- Naplima
- Sînaddu, Sohn des Naplima (?)
- Idadda um 1400 v. Chr.
- Akizzi (Amarna-Briefe, EA 52-55)

## Dokumentationen
- Flammen über Qatna – Ein versunkener Palast in Syrien. TV-Dokumentation von Jens Afflerbach (Regie), Deutschland 2005, 45 Minuten, Produktion: ZDF, Erstausstrahlung: 20. November 2005 (permanent abrufbar auf youtube.com).
- Terra X – Qatna – Entdeckung in der Königsgruft. vom 15. Juni 2013, TV-Dokumentation von Simone Schillinger (Drehbuch, Regie), Deutschland 2010, 43:39 Minuten, Produktion: ZDF, Erstausstrahlung: 7. Februar 2010.